# Championnats d'Europe de gymnastique aérobic 2013
Navigation
2011 2015
Les 8es Championnats d'Europe de gymnastique aérobic se sont déroulés à Arques, en France, du 7 au 10 novembre 2013.

## Programme
Lors de ces championnats se déroulent également les compétitions juniors.
- Jeudi 7 novembre:
  - Aérobic STEP et Aérobic DANCE - qualifications
- Vendredi 8 novembre:
  - Aérobic STEP et Aérobic DANCE - finales
- Samedi 9 novembre:
  - Championnats d’Europe AER - qualifications Seniors
- Dimanche 10 novembre:
  - Championnats d’Europe AER - finales

## Podiums
| Épreuves                    | Or | Argent | Bronze |
| --------------------------- | --- | --- | --- |
| Individuel                  | | | |
| Hommes résultats détaillés  | Riccardo Pentassuglia (ITA) | Mircea Zamfir (ROU) | Benjamin Garavel (FRA) |
| Femmes résultats détaillés  | Sara Moreno (ESP) | Lubov Gazov (AUT) | Dóra Hegyi (HUN) |
| Groupes                     | | | |
| Couples résultats détaillés | Russie Dukhik Dzhnazyan Denis Soloviev Roumanie Maria Bianca Becze Marius Ciprian Petruse                                                 | Non attribuée | Italie Michela Castoldi Davide Donati                                                                                                |
| Trio résultats détaillés    | Roumanie Andreea Bogati Oana Corina Constantin Anca Claudia Surdu                                                                         | Russie Dukhik Dzhanazyan Alexander Kondratichev Denis Soloviev                                                                         | France Maxime Decker-Breitel Mathieu Deliers Benjamin Garavel                                                                        |
| Groupes résultats détaillés | France Maxime Decker-Breitel Mathieu Deliers Jonathan Gajdane Benjamin Garavel David Orta                                                 | Roumanie Maria Bianca Becze Andreea Bogati Oana Corina Constantin Diana Cristina Deac Anca Claudia Surdu                               | Russie Danil Chayun Veronika Korneva Kirill Lobaznyuk Denis Shurupov Igor Trushkov                                                   |
| Step résultats détaillés    | Russie Danil Chayun Irina Dobryagina Aleksei Germano Veronika Korneva Evgeniia Kudymova Kirill Lobaznyuk Denis Shurupov Oxana Trukhacheva | France Clara Baraquet Maxime Decker-Breitel Mathieu Deliers Jonathan Gajdane Nicolas Garavel Gavin Jourdan Chrystel Lejeune David Orta | Hongrie Sara Bernadett Borlai Zsofia Etenyi Bettina Kovacs Ramona Kovacs Julia Szabo Gabriella Szarvas Anita Taskai Cecilia Ujvari   |
| Danse résultats détaillés   | Russie Danil Chayun Irina Dobryagina Aleksei Germanov Veronika Korneva Evgeniia Kudymova Kirill Lobaznyuk Oxana Trukhacheva Igor Trushkov | Hongrie Anett Bako Alexandra Hagymasi Dora Hegyi Orsolya Kun Dora Lenvay Reka Lenvay Dorina Nagy Agota Szorenyi                        | France Clara Baraquet Maxime Decker-Breitel Mathieu Deliers Jonathan Gajdane Aurélie Joly Chrystel Lejeune David Orta Océane Ropital |

### Tableau de médailles par nations
| Rang | Nation | Or | Argent | Bronze | Total |
| ---- | ------ | -- | ------ | ------ | ----- |
| 1    | RUS    | 3  | 1      | 1      | 5     |
| 2    | ROU    | 2  | 3      | 0      | 5     |
| 3    | FRA    | 1  | 1      | 3      | 5     |
| 4    | HUN    | 1  | 1      | 1      | 3     |
| 5    | ITA    | 1  | 0      | 1      | 2     |
| 6    | ESP    | 1  | 0      | 0      | 1     |
| 7    | AUT    | 0  | 1      | 0      | 1     |